# Парусный спорт на летних Олимпийских играх 1908 — 6 метров
Соревнования в парусном спорте в классе 6 метров на летних Олимпийских играх 1908 прошли с 27 по 29 июля. Приняли участие пять команд из четырёх стран по три спортсмена.

## Призёры
| Золото                                                        | Серебро                                                | Бронза                                     |
| Великобритания Чарльз Кричтон · Гилберт Лоз · Томас Мак-Микин | Бельгия Анри Веваутерс · Леон Уйбрехтс · Луис Уйбрехтс | Франция Анри Артюс · Луи Потто · Пьер Рабо |

## Соревнование
| Место | Спортсмены                                                  | Место   | Место   | Место   | Очки    | Очки    | Очки    | Очки  |
| Место | Спортсмены                                                  | 1 гонка | 2 гонка | 3 гонка | 1 гонка | 2 гонка | 3 гонка | Всего |
| ----- | ----------------------------------------------------------- | ------- | ------- | ------- | ------- | ------- | ------- | ----- |
| 1     | Великобритания Чарльз Кричтон, Гилберт Лоз, Томас Мак-Микин | 1       | 1       | 3       | 3       | 3       | 1       | 7     |
| 2     | Бельгия Анри Веваутерс, Леон Уйбрехтс, Луис Уйбрехтс        | 3       | 4       | 1       | 1       | —       | 3       | 4     |
| 3     | Франция Анри Артюс, Луи Потто, Пьер Рабо                    | 4       | 2       | 2       | —       | 2       | 2       | 4     |
| 4     | Великобритания Джон Льючерс, Уильям Льючерс, Фрэнк Смит     | 2       | 3       | 4       | 2       | 1       | —       | 3     |
| 5     | Швеция Вергер Густафсон, Йонас Йонсон, Карл-Эйнар Сьёгрен   | 5       | 5       | 5       | —       | —       | —       | 0     |